# کریم‌آباد سیدعلی خامنه‌ای
کریم‌ آباد، روستایی از توابع بخش مرکزی شهرستان خاش در استان سیستان و بلوچستان ایران است.

## جمعیت
این روستا در دهستان پشتکوه قرار دارد و براساس سرشماری مرکز آمار ایران در سال ۱۳۸۵، جمعیت آن ۷۹۳ نفر (۱۴۵خانوار) بوده‌است.